# 布氏真熱帶鯰
布氏真熱帶鯰，為輻鰭魚綱鯰形目北非鯰科的其中一種，分布於亞洲緬甸伊洛瓦底江及錫唐河流域，體長可達18.5公分，棲息在溪流底層水域，屬肉食性，生活習性不明。

## 擴展閱讀
維基物種上的相關：布氏真熱帶鯰